# Regla de dotzens

Gràfic que mostra les relacions entre la regla dels dotzens (barres de colors), una ona sinusoidal (corba blavat) i una franja horària, si la marea alta es produeix a les 12:00.

La regla de dotzens o regla dels dotzens, és una aproximació a una corba sinusoidal. Es pot utilitzar com a regla general per estimar una quantitat canviant, on tant la quantitat com els passos es poden dividir fàcilment per 12. Entre els usos típics hi ha el preveure l'alçada de la marea o el canvi de la duració del dia al llarg de les estacions.

## La regla
La norma estableix que, durant el primer període, la quantitat augmenta en 1/12. A continuació, en el segon període ho fa en 2/12, en el tercer en 3/12, en el quart en 3/12, cinquè en 2/12 i al final del sisè període arriba al seu màxim amb un augment de 1/12. Els passos són 1: 2: 3: 3: 2: 1 donant un canvi total de 12/12. Durant els propers sis intervals la quantitat es redueix de manera similar en 1, 2, 3, 3, 2, 1 dotzens.
| Període | Valor regla vs. Valor real | Increment                   | Increment | Increment     | Acumulatiu          | Acumulatiu | Acumulatiu    |
| Període | Valor regla vs. Valor real | Valor exacte                | Decimal   | Mida relativa | Valor exacte        | Decimal    | Mida relativa |
| ------- | -------------------------- | --------------------------- | --------- | ------------- | ------------------- | ---------- | ------------- |
| 1       | V.Regla                    | 1/12                        | 0.08333   |               | 1/12                | 0.08333    |               |
| 1       | V.Real                     | (cos 0 ° - cos 30 °) / 2    | 0.06699   |               | (1 - cos 30 °) / 2  | 0.06699    |               |
| 2       | V.Regla                    | 2/12                        | 0.16667   |               | 3/12                | 0.25       |               |
| 2       | V.Real                     | (cos 30 ° - cos 60 °) / 2   | 0.18301   |               | (1 - cos 60 °) / 2  | 0.25       |               |
| 3       | V.Regla                    | 3/12                        | 0.25      |               | 6/12                | 0,5        |               |
| 3       | V.Real                     | (cos 60 ° - cos 90 °) / 2   | 0.25      |               | (1 - cos 90 °) / 2  | 0,5        |               |
| 4       | V.Regla                    | 3/12                        | 0.25      |               | 9/12                | 0,75       |               |
| 4       | V.Real                     | (cos 90 ° - cos 120 °) / 2  | 0.25      |               | (1 - cos 120 °) / 2 | 0,75       |               |
| 5       | V.Regla                    | 2/12                        | 0.16667   |               | 11/12               | 0.91667    |               |
| 5       | V.Real                     | (cos 120 ° - cos 150 °) / 2 | 0.18301   |               | (1 - cos 150 °) / 2 | 0.93301    |               |
| 6       | V.Regla                    | 1/12                        | 0.08333   |               | 12/12               | 1          |               |
| 6       | V.Real                     | (cos 150 ° - cos 180 °) / 2 | 0.06699   |               | (1 - cos 180 °) / 2 | 1          |               |

## Aplicacions
En moltes parts del món, les marees s'aproximen a una corba sinusoidal semi-diürna, és a dir, hi ha dues aigües altes i dues aigües baixes per dia. Com a estimació, cada període equival a una hora, amb la marea augmentant en 1, 2 o 3 dotzens del seu rang total en cada hora. En llocs on només hi ha una aigua alta i una aigua baixa per dia, la regla es pot utilitzar assumint passos de 2 hores. Si la corba de marea no s'aproxima a una ona sinusoidal, no es pot utilitzar la regla. Això és important quan es navega amb un vaixell en aigües poc profundes, i quan es pugen i baixen vaixells en una grada situada en un lloc amb marees.
La regla també és útil per estimar el canvi mensual en la sortida del sol / conjunt i la durada del dia. Donades les longituds de dia d'estiu i migdia, es pot estimar la durada del dia en qualsevol mes d'intervenció. Alternativament, tenint en compte els temps de qualsevol sortida del sol i els dos solsticis, el temps d'ascens i muntatge es pot trobar aproximadament durant qualsevol dia.

## Exemple de càlculs

### Marees
Si una taula de marea dona la informació que la baixa aigua de demà seria al migdia i que el nivell de l'aigua en aquest moment seria de dos metres per sobre del datum de la taula i que a la següent marea alta el nivell de l'aigua seria de 14 metres, L'aigua a les 3:00 p.m. es pot calcular de la següent manera:
- L'augment total en el nivell de l'aigua entre marea baixa i alta seria: 14 - 2 = 12 metres.
- A la primera hora, el nivell de l'aigua augmentaria en una dotzena part del total (12 m) o: 1 m
- A la segona hora, el nivell de l'aigua s'alçaria per altres dos dotzens del total (12 m) o: 2 m
- A la tercera hora, el nivell de l'aigua augmentaria en tres dotzens del total (12 m) o: 3 m
- Això dona l'augment del nivell de l'aigua fins a les 3:00 p.m. a 6 metres .

Això només representa l'augment: la profunditat total de l'aigua (relativa al datum del diagrama) inclourà la profunditat de 2 m en marea baixa: 6 m + 2 m = 8 metres.
El càlcul es pot simplificar afegint dotzens junts i reduint la fracció abans:
Augment de la marea en tres hores {\displaystyle =\left({1 \over 12}+{2 \over 12}+{3 \over 12}\right)\times 12\ \mathrm {m} =\left({6 \over 12}\right)\times 12\ \mathrm {m} =\left({1 \over 2}\right)\times 12\ \mathrm {m} =6\ \mathrm {m} }

### Durada del dia
Si la sortida del sol i la posta de sol són a l'hivern a les 09:00 i 15:00 hores, i a l'estiu a les 03:00 i 21:00 hores, la durada del dia canviarà a les 0:30, 1:00, 1:30, 1:30, 1:00 i 00:30 durant els sis mesos d'un solstici a l'altre. De la mateixa manera, la durada del dia canvia a les 0:30, 1:00, 1:30, 1:30, 1:00 i 00:30 cada mes. Les latituds més equatorials canvien amb negatiu, però encara en les mateixes proporcions; les latituds més polars amb positiu.

## Limitacions
La regla només és aproximada i s'ha d'aplicar amb gran precaució quan s'utilitza per a fins de navegació. Les taules de marea produïdes oficialment s'han d'utilitzar preferentment sempre que sigui possible.
La regla assumeix que totes les marees es comporten en una manera regular, això no és cert en algunes ubicacions, com el Port de Poole o el Solent on "hi ha "aigües altes" dobles o la Badia de Weymouth on hi ha una aigua baixa doble.
La regla assumeix que el període entre marees altes i baixes és de sis hores però en la realitat, això pot ser diferent.